# Étoile FC
O Étoile FC foi um clube de futebol de francês que disputva a S.League. foi fundado em 2010. Seu estádio era o Queenstown Stadium..

## História
O Étoile FC foi um clube pioneiro europeu a participar da S-League, sobretudo eram formado por jovens jogadores eram de origem francesa. Disputou as temporadas de 2010 e 2011, sendo campeão da liga em 2010.

## S.League
- 2010 – Campeões
- 2011 - 5° Lugar

## Copa de Singapura
- 2010 – 3° Lugar
- 2011 – 3° Lugar

## Copa da Liga de Singapura
- 2010 – Campeões
- 2011 – Quartas-de-finais

## Singapura Charity Shield
- Singapore Charity Shield – Vice-Campeão

## Treinadores
- Patrick Vallée  (Fev 2010 – Dez 2010)
- Guglielmo Arena (Jan 2011 – 2011)

## Patrocinadores
- Material Esportivo: Michezo
- Patrocinador Master: HRMS Consulting